# Raylilia
Raylilia is een geslacht van kreeftachtigen uit de klasse van de Malacostraca (hogere kreeftachtigen).

## Soorten
- Raylilia coniculifera Galil, 2001
- Raylilia gracilipes (Bell, 1855)
- Raylilia intermedia Komatsu, Manuel & Takeda, 2005
- Raylilia mirabilis (Zarenkov, 1969)
- Raylilia uenoi (Takeda, 1995)